# Oxinasphaera australis
Oxinasphaera australis là một loài chân đều trong họ Sphaeromatidae. Loài này được Baker mô tả khoa học năm 1928.